# 21 ventôse
21 pluviôse 21 germinal
Le primidi 21 ventôse, officiellement dénommé jour de la mandragore, est le 171e jour de l'année du calendrier républicain.
C'était généralement le 11e jour du mois de mars dans le calendrier grégorien.